# Silver Creek Airport
Silver Creek Airport är en flygplats i Belize.   Den ligger i distriktet Stann Creek, i den sydöstra delen av landet, 70 km sydost om huvudstaden Belmopan. Silver Creek Airport ligger 18 meter över havet.
Terrängen runt Silver Creek Airport är platt. Havet är nära Silver Creek Airport österut. Trakten är glest befolkad. 